# Poder social
Poder social é a  habilidade potencial ou capacidade de um indivíduo (o agente)  influenciar uma ou mais pessoas (o alvo), de forma comunicativa, harmônica ou mesmo  coercitiva. A influência, por sua vez, é definida como
uma força que o ator exerce sobre o alvo para induzir uma mudança nas convicções, nas atitudes ou no comportamento  desse alvo. O poder social seria, então, o potencial para tal influência.
Na definição de Max Weber, poder é a capacidade de um ator para realizar sua vontade, por meio de diferentes recursos,  numa relação social, apesar da resistência.  Norberto Bobbiodefine o poder como "a capacidade ou a possibilidade de agir, de produzir efeitos".  No nível  especificamente social, o autor define o poder como "a capacidade geral de agir, até a capacidade do homem em determinar o comportamento do homem: poder do homem sobre o homem". Dado que o homem seria sujeito e objeto do poder social, trata-se de uma relação entre pessoas  - e não entre uma pessoa e uma coisa (tal como uma relação de posse, por exemplo). Ainda segundo Bobbio,  "não existe poder se não existe, ao lado daquele que o exerce, outro indivíduo ou grupo que é induzido a comportar-se tal como aquele deseja". 